# Perturbation ionosphérique à début brusque
Pour les articles homonymes, voir SID.

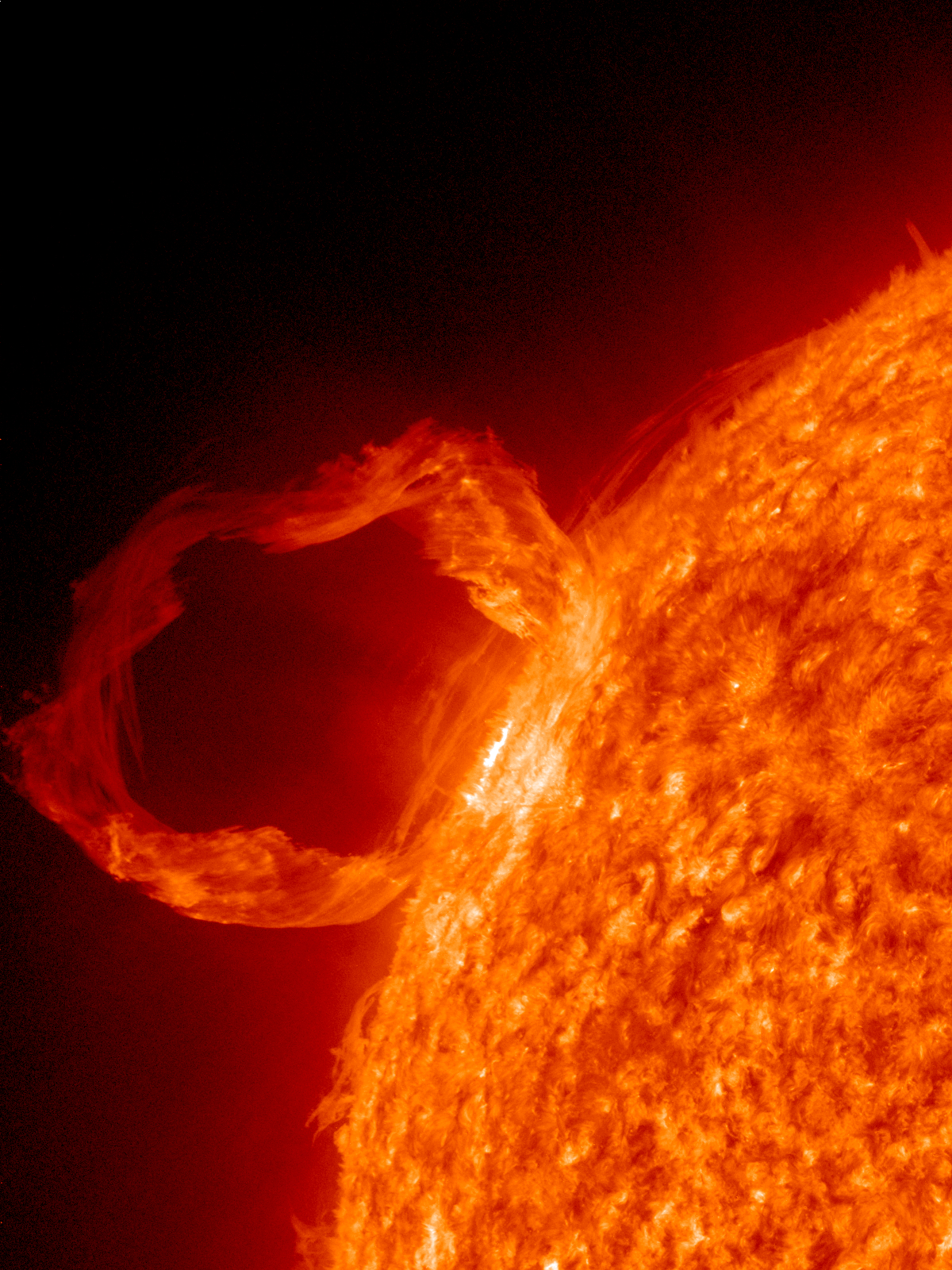
Exemple d'éruption solaire.

Une perturbation ionosphérique à début brusque ou PIDB (Sudden Ionospheric Disturbance - SID en anglais) résulte d'une ionisation anormalement élevée de la couche D de l'ionosphère faisant suite à une éruption solaire.

## Les effets sur la propagation des ondes radio
La perturbation se traduit par un accroissement soudain de l'absorption des ondes radio, plus particulièrement dans les bandes de moyennes fréquences (MF) et hautes fréquences (HF). Elle peut entrainer une interruption complète des transmissions radio pour des durées de quelques minutes à plusieurs heures.
Par contre, la perturbation ionosphérique améliore la propagation des ondes très basses fréquences.
L'AAVSO (American Association of Variable Star Observers) définit une perturbation ionosphérique soudaine ainsi: "L'ionophère terrestre réagit à l'intense rayonnement X et UV libéré durant une éruption solaire. La perturbation améliore la propagation des ondes très basses fréquences (Very Low Frequency - VLF). La surveillance du signal d'un émetteur très basse fréquence distant permet ainsi de détecter une éruption solaire récente." (traduit de ).